# Apagão no Chile em 2025
O apagão no Chile em fevereiro de 2025 é um corte do fornecimento de energia elétrica em larga escala, que começou dia 25 de fevereiro de 2025 às 15h16 hora local (UTC-3). O Governo do Chile informou que o apagão afetou 8 milhões de habitações em 14 das 16 regiões do território do país. Segundo estimativas, 98,5% da população do país foi afetada, o que equivale a mais de 19 milhões de habitantes. Assim, já se pode considerar este um dos maiores apagões da história do Chile.

## Antecedentes
O Serviço Nacional de Prevenção e Resposta ante Desastres do Chile (Senapred) emitiu um relatório preliminar às 15:38 horas onde comunicava sobre um corte generalizado da energia elétrica desde as regiões de Arica e Parinacota até Los Lagos.

## Causa
De acordo com o que foi informado pelo Coordenador Elétrico Nacional, produziu-se uma desconexão da linha de transmissão Nueva Maitencillo-Nueva Pan de Azúcar, localizada entre Vallenar e Coquimbo. Esse incidente provocou a desconexão da linha de transmissão Cardones-Polpaico, a gerar por sua vez um corte massivo no Sistema Elétrico Nacional (SEN).
Durante um balanço da situação transmitido na mídia, o presidente do Conselho Executivo do Coordenador Elétrico Nacional, Juan Carlos Olmedo, detalhou que a "desconexão se deveu a uma operação não desejada nos sistemas de proteção e controle da linha", gerenciados pela empresa ISA Interchile, os quais "não operaram da forma em que deveriam operar".

## Efeitos

### Falecidas eletrodependentes
O governo chileno, por meio de seu subsecretário do Interior, Luis Cordero, relatou que três pessoas eletrodependentes faleceram durante o apagão. Contudo, posteriormente, foi afirmado que tais mortes não necessariamente tiveram relação direta com a falta de eletricidade.

### Transporte e mobilidade
Como efeito imediato do apagão, a rede do metrô de Santiago se viu suspendida em sua totalidade, e afetou os usuários prévio ao perto do ínicio da hora do rush, todos os passageiros que se encontravam nos vagões forma evacuados com ônibus da Rede Metropolitana de Mobilidade. Além disso, a Unidade Operativa de Controle de Trânsito (UOCT), informava o não funcionamento da rede de semáforos em várias cidades do Chile. Os serviços de telefonia e telecomunicações também sofreram quedas e intermitências em diversas regiões do país.
O presidente Gabriel Boric declarou estado de exceção e toque de recolher em todo o país por conta do apagão. Em um primeiro momento, cogitaram-se as possibilidades de o apagão ter sido resultado de sabotagem na rede ou de incêndio.
A LATAM Airlines Chile teve incapacidade operacional devido ao evento e com isso, todas as operações e atividades da empresa estavam operando manualmente, com anotações em cadernos, planilhas e agendas. Voos em outros países pela companhia também foram afetados. Maior mineradora de cobre do mundo, a Codelco, também interrompeu as atividades devido a falha.
Uma partida da ATP 250 de Santiago entre os tenistas Felipe Meligeni, do Brasil e Francisco Comensana, da Argentina foi suspensa e adiada por efeitos da falha.

## Regiões afectadas
| Zona               | Região     |
| ------------------ | ---------- |
| Norte              |            |
| Arica e Parinacota |            |
| Antofagasta        |            |
| Atacama            |            |
| Coquimbo           |            |
| Centro             | Valparaíso |
| Centro             | Santiago   |
| Centro             | O'Higgins  |
| Centro             | Maule      |
| Centro             | Ñuble      |
| Centro             | Biobío     |
| Sul                | Araucanía  |
| Sul                | Los Ríos   |
| Sul                | Los Lagos  |